# Base aèria

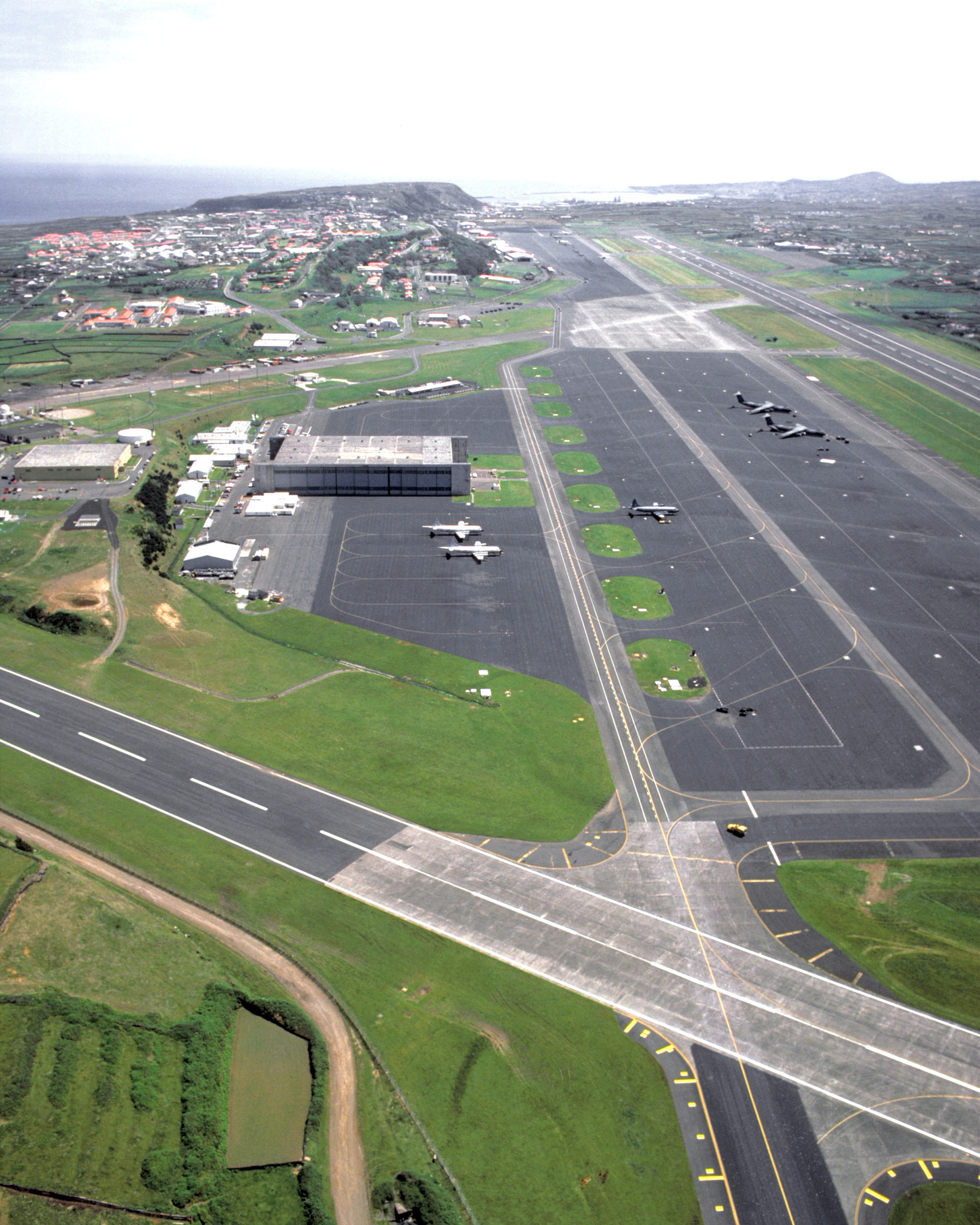
Base aèria de Lajes, a les Illes Açores (Portugal).

Una base aèria (airbase,air force base o military airfield, military airport i air force station en anglès), és un aeròdrom que serveix principalment per atendre les aeronaus militars, amb totes les instal·lacions de suport per a l'aviació militar.
Una base aèria típicament compta també amb les instal·lacions dels aeroports civils, com per exemple el control de trànsit aeri i el de rescat i d'extinció d'incendis
Algunes bases aèries tenen serveis de revestiment d'avions, hangars protegits o fins i tot hangars subterranis, per protegir les aeronaus de l'atac enemic. Els avions de combat requereixen l'emmagatzematge dels seus artefactes. Una la base aèria pot ser defensada per armes antiaèries i forces de protecció de les tropes.
Usualment les bases aèries tenen aeronaus assignades, però també hi ha les anomenades bases d'estacionament" les quals no tenen aeronaus assignades i e fan servir per al desplegament d'aeronaus d'altres bases. Així es redueixen les possibilitats de destrucció dels avions en terra i s'augmenta el seu abast i àrea de cobertura.
A diferència dels aeroports civils, les bases aèries produeixen nivells de contaminació acústica i de contaminació atmosfèrica baixos (per la relativament escassa presència d'aparells). Per raons de seguretat la majoria de les bases aèries es localitzen en zones poc poblades i lluny dels grans centres urbans.
Un exemple de base aèria de dimensions reduïdes són els portaavions.